# ۱۷۷ (پیش از میلاد)
۱۷۷ (پیش از میلاد) ۱۷۷مین سال قبل از تقویم میلادی است.